# Fany Puyesky
Fany Puyesky Mitnik (Montevideo, 23 de julio de 1939 - Montevideo, 15 de octubre de 2010) fue una feminista, periodista, escritora y abogada uruguaya.

## Biografía
Se recibió de Doctora en Derecho y Ciencias Sociales en la Universidad de la República. Entre 1981 y 1996 fue columnista de varios semanarios y periódicos de Montevideo: Aquí, Brecha y el suplemento La República de las mujeres del diario La República. Además de escribir sobre derechos de las mujeres se ocupó de política nacional e internacional, jurisprudencia y derecho.
Su obra literaria se compone de poesía, humor, novela, ensayo literario, textos sobre derecho y teatro.
En 1979 publicó Manual para divorciadas que fue un éxito de ventas y luego libretó y coprodujo junto a la actriz y directora teatral Beatriz Massons. En 1986 publicó Mujeres al poder y en 2006 Diario de una diosa, que también llevó al teatro.
1984 Grupo de Trabajo Condición de la Mujer Concertación Nacional Programática (CONAPRO). Concertación de Mujeres.
En 1992 escribió La mujer y su dinero. Un cambio hacia la libertad en la que la autora plantea la difícil relación entre la mujer y el dinero e indaga sobre las causas planteando el por qué las mujeres tienen prejuicios al tema del dinero o por qué deben dar cuentas cuando lo gastan.
En 1997 produjo y estrenó la obra Berenice's Windows premiada por el Ministerio de Educación y Cultura.
En 2004 obtuvo una Maestría en Género, Sociedad y Políticas Públicas en la Facultad Latinoamericana de Ciencias Sociales (FLACSO) trabajando como consultora regional independiente para políticas de equidad en diferentes organismos de toda América.
2009 obtuvo la Maestría en género sociedad y política (Flacso PRIGEPP).
En 2010 fue coordinadora del Diploma de Género del Colegio de las Américas y la Organización Universitaria Interamericana.
Falleció el 15 de octubre de 2010 a los 71 años, de forma sorpresiva por un aneurisma cerebral. Sus restos fueron sepultados en el Cementerio Israelita de La Paz.

## Obras
- Manual para divorciadas (1980) Acali Editorial[7]
- La sirenita (1981)
- Dama de noche (1981)
- Viva la burocracia (1983)
- Poemas de amor y bronca (1984) Librosur
- Contracuentos (1985) Librosur
- Mujeres al poder (1986)
- La mujer y su dinero (1992) Editorial Fin de Siglo[6]
- Manual para divorciadas (1994) Editorial Fin de Siglo
- Berenice´s Windows (1997) Premio coproducción Ministerio de Educación y Cultura[8]
- Acoso sexual (1999) Fundación de Cultura Universitaria[9]
- Diario de una diosa (2005) Planeta[10]